# Plombières
Plombières (niem. Bleiberg, nld. Blieberg, wa. Blîbère, do 1919 Bleyberg) – miejscowość i gmina (commune) w Belgii, w Regionie Walońskim, w prowincji Liège, w okręgu Verviers. 1 stycznia 2024 roku liczyła 10 771 mieszkańców.

## Podział administracyjny
W skład gminy wchodzi pięć dzielnic (section):
- Gemmenich
- Hombourg (Homburg)
- Montzen
- Moresnet (Alt Moresnet)
- Sippenaeken